# Pays d'Aix Basket 13
Pays d'Aix Basket 13 was een Franse damesbasketbalclub uit Aix-en-Provence. De club werd opgericht in 1952 als ASPTT Aix-en-Provence. In 2004 kreeg het zijn huidige naam. In 2015 keerde de club terug naar de amateurs. De club won de Coupe de France 1 keer en ook een keer de EuroCup Women in 2003.

## Erelijst
- Coupe de France (1):

2000
1996, 2001 (Runner-up)
- Tournoi de la Fédération:

1991, 1999, 2000, 2003, 2004 (Runner-up)
- EuroLeague Women (3):

1997, 1998, 2001
2000 (Runner-up)
- EuroCup Women (1):

2003
2006 (Runner-up)
- Ronchetti Cup:

1998 (Runner-up)

## Bekende coaches
- -1989 :  Sylvain Candélon
- 1989-1990 :  Serge Barbitch
- 1990-1992 :  Ghislaine Renaud
- 1992-1994 :  Laurent Villar
- 1994-1998 :  Jacques Vernerey
- 1998-2004 :   Abdou N’Diaye
- 2004-2005 :  Sébastien Nivet en  Hélène Guillaume
- 2005-2007 :  Alain Weisz
- 2007-2009 :  Erik Lehmann
- 2009-2011 :  Emmanuel Cœuret
- 2011-2013 :  Bruno Blier
- 2013-2014 :  Damien Leroux
- 2014-2015 :  Virgile Abel

## Bekende spelers
- Lucienne Berthieu-Poiraud
- Odile Santaniello
- - Allison Feaster
- Edwige Lawson-Wade
- Sandra Le Dréan
- Nathalie Lesdema
- Cathy Melain
- Laure Savasta
- Claire Tomaszewski
- Hollie Grima
- Kristi Harrower
- Natalie Hurst
- Marianna Tolo
- Iziane Castro Marques
- Ivanka Matić